# Eoplophysis vetustus
Eoplophysis vetustus es la única especie conocida del género dudoso Eoplophysis de dinosaurio tireoforo estegosáurido, que vivió a mediados del periodo Jurásico, hace aproximadamente  166 millones de años durante el Bathoniense en lo que es hoy Europa. Sus restos se han descubierto en estratos de las formaciones geológicas Cornbrash, Sharp's Hill y Chipping Norton de Inglaterra.
Fue nombrado originalmente como Omosaurus vetustus por el renombrado paleontólogo alemán Friedrich von Huene. El propio Von Huene desconocía que Omosaurus ya había sido utilizado y tuvo que renombrarlo como Dacentrurus. El espécimen holotipo, OUM J.14000, es un fémur de un individuo joven del Jurásico Medio (Bathoniense superior) de la Formación Cornbrash de Oxfordshire, Inglaterra, aunque es probable que el fósil haya sido reelaborado de la levemente más antigua Formación Forest Marble viendo su naturaleza erosionada. Debido al cambio de denominación de Omosaurus a Dacentrurus, O. vetustus se renombró como Dacentrurus vetustus en 1964.
En la década de 1980, el investigador Peter Malcolm Galton revisó todo el material conocido de estegosaurios del Batoniano de Inglaterra y concluyó que Omosaurus vetustus era válido y debería ser tentativamente referido al género Lexovisaurus. No obstante, la especie fue posteriormente considerada como un nomen dubium en las subsecuentes revisiones de Stegosauria. En su revisión de la taxonomía alfa de los estegosaurios, Susannah Maidment y sus colaboradores señalaron que OUM J.14000 comparte rasgos presentes tanto en los saurópodos como en los estegosaurios, pero este carece de las sinapomorfias exclusivas de Stegosauria y por tanto lo asignaron como un Dinosauria indeterminado. Aun así, el paleontólogo aficionado Roman Ulansky acuñó el nuevo género Eoplophysis ("forma armada del amanecer") para O. vetustus, señalando las diferencias con los fémures de otros estegosaurios.